# Sky Brown
Sky Brown (japanisch スカイ ブラウン Sukai Buraun; * 7. Juli 2008 in Miyazaki, Japan) ist eine britische Skateboarderin. Sie gewann 2021 und 2024 jeweils die olympische Bronzemedaille in der Disziplin Park. 2023 wurde sie Park-Weltmeisterin. Neben ihren sportlichen Erfolgen tritt Brown auch als Social-Media-Persönlichkeit in Erscheinung und gewann 2018 die Kinderversion der US-Fernsehshow Dancing with the Stars.

## Werdegang
Sky Brown wurde in der südjapanischen Stadt Miyazaki als Tochter eines Briten und einer Japanerin geboren. Ihr jüngerer Bruder Ocean ist ebenfalls Skateboarder. Beide Geschwister veröffentlichen Videos auf einem gemeinsamen YouTube-Kanal. Die Familie verbringt jeweils eine Hälfte des Jahres in Japan und im südkalifornischen Oceanside, wo Brown neben dem Skaten auch regelmäßig surft.
In frühester Kindheit kam Brown über ihre Familie mit Skateboarding in Kontakt; ihr Vater Stuart – selbst in der Sportart aktiv – bezeichnete das Skateboard rückblickend als ihr „Lieblingsspielgerät“. Als sie vier Jahre alt war, veröffentlichte er ein Skatevideo seiner Tochter auf Facebook, das schnell hohe Klickzahlen erreichte. Achtjährig war Sky Brown jüngste Teilnehmerin der Vans US Open 2016 in Huntington Beach und wurde in den folgenden Jahren medial als weltweit jüngste Profi-Skateboarderin porträtiert. Nike nahm sie 2018 als Werbeträgerin unter Vertrag, im Dezember des gleichen Jahres gewann sie die Kinderversion der US-Fernsehshow Dancing with the Stars mit ihrem Tanzpartner JT Church.
Ab den späten 2010er-Jahren feierte Brown Erfolge bei verschiedenen internationalen Skateboard-Wettkämpfen. Unter anderem entschied sie im Februar 2019 das Simple Sessions-Turnier in Tallinn für sich und gewann sieben Monate später hinter den Japanerinnen Misugu Okamoto und Sakura Yosozumi die Bronzemedaille in der Disziplin Park bei den Skateboard-Weltmeisterschaften in São Paulo. Brown hatte im März 2019 entschieden, bei internationalen Turnieren das Heimatland ihres Vaters zu vertreten und war Teil des fünfköpfigen Perspektivteams von Skateboard GB, das der britische Skateboardverband mit Blick auf die für 2020 geplante Olympiapremiere der Sportart gebildet hatte.
Im Mai 2020 stürzte Brown beim Training in einer Vert-Rampe aus viereinhalb Metern Höhe und zog sich dabei einen Schädelbruch und einen Handbruch sowie Risswunden in Lunge und Magen zu. Eine Aufnahme des als lebensgefährlich eingeschätzten Sturzes zeigte sie auf Instagram, um auf die Bedeutung von Helmen hinzuweisen. Zwei Monate später nahm sie – nach eigener Aussage gegen den Widerstand ihrer Eltern – das Training wieder auf.
Bei den X-Games 2021 in der CA Training Facility in Vista holte Brown die Goldmedaille im Park-Wettbewerb. Sie zeigte dabei unter anderem einen Frontside 540, den sie in den Jahren zuvor als erste weibliche Skateboarderin erfolgreich gelandet hatte. Am 4. August 2021 gewann sie bei der olympischen Premiere ihrer Disziplin in Tokio Bronze hinter den Japanerinnen Sakura Yosozumi und Kokona Hiraki. Damit löste die 13-jährige Brown Cecilia Colledge als jüngste britische Medaillengewinnerin der olympischen Geschichte ab und war neben der um wenige Wochen jüngeren Hiraki zweitjüngste Medaillengewinnerin der Spiele von Tokio. Brown war ferner die historisch jüngste britische Teilnehmerin an Olympischen Sommerspielen.
Bei den Summer X-Games 2022 sowie bei der Dew Tour 2022 gewann Brown Gold in ihrer Disziplin Women’s Skateboard Park. Im Februar 2023 wurde sie in Schardscha als erste Britin Skateboard-Weltmeisterin. Sie setzte sich dabei vor Kokona Hiraki und der Olympiasiegerin Sakura Yosozumi durch.
Im Vorfeld der Olympischen Spiele 2024 strebte Brown sowohl im Skateboarden als auch im Surfen die Olympiaqualifikation an. Bei den ISA World Surfing Games schied sie Anfang März 2024 frühzeitig aus und verpasste damit die Qualifikation als Surferin. Während eines Werbedrehs im Frühjahr 2024 riss sie sich ein Band im Knie, sicherte sich aber im Juni bei einem Qualifikationswettbewerb in Budapest den Olympiastartplatz als Skateboarderin. Wie bei der Olympiapremiere 2021 gewann sie in Paris in der Disziplin Park die Bronzemedaille, geschlagen wurde sie von Arisa Trew und Kokona Hiraki.

## Öffentliche Wahrnehmung
Im Vorfeld der Olympischen Spiele 2020 hoben britische Medien wie der Daily Telegraph und der Evening Standard Browns Bedeutung als „Social-Media-Star“ mit millionenfach abonnierten Kanälen auf YouTube und Instagram hervor; die deutsche Welt nannte sie „Postergirl der ganz jungen Sportlerinnen-Generation“. Der Streaming-Dienst Discovery+ veröffentlichte im Juli 2021 eine Dokumentation über Brown. Der deutsche Skateboard-Journalist David Luther kritisierte die hinter Brown stehende „riesengroße Maschinerie“ aus Sponsoren, Social Media und Fernsehen, die ihm ihre Auftritte künstlich erscheinen lasse.
Brown engagiert sich für die Non-Profit-Organisation Skateistan, die sich für Bildung in verarmten Ländern einsetzt.